# Centro de Derechos Humanos de la Montaña Tlachinollan
El Centro de Derechos Humanos de la Montaña Tlachinollan (CDHM) es una organización no gubernamental mexicana dedicada a la defensa de los derechos humanos fundada en 1993 en el estado de Guerrero, al sur del país. Promueve y defiende los derechos humanos de los pueblos indígenas na savi, me´phaa, nauas, nnánncue, y la población mestiza. Su director y fundador es Abel Barrera Hernández.

## Líneas de trabajo
Tlachinollan acompaña casos de graves violaciones y violaciones a los derechos humanos. Defiende y promueve los derechos humanos en la región de la Montaña en Guerrero a través de los ejes estratégicos: derechos civiles y políticos, derechos colectivos de los pueblos indígenas, derechos de la mujer, derechos económicos, sociales, culturales y ambientales. Cuenta con dos sedes de atención, la oficina central ubicada en Tlapa de Comonfort en la región Montaña y una oficina regional en el municipio de Ayutla de los Libres en la región Costa Chica. Asimismo brinda asesoría legal así como la búsqueda de resolución pacífica de conflictos, fortalecimiento comunitario y organizativo, defensa del territorio, atención a migrantes, jornaleros y jornaleras agrícolas.  

## Casos emblemáticos
Dentro de los casos emblemáticos que Tlachinollan ha acompañado están: 

### Caso Inés y Valentina
En octubre de 2010 la Corte Interamericana de Derechos Humanos publicó dos sentencias en contra del Estado mexicano en los casos Inés Fernández Ortega y Valentina Rosendo Cantú. En dichos fallos, la Corte determinó que -en diferentes circunstancias durante el año 2002, a la edad de 25 y 17 años respectivamente- ambas mujeres habían sido violadas sexualmente y torturadas por elementos del Ejército mexicano en el Estado de Guerrero, México, en un contexto marcado por la pobreza, la discriminación y lo que el Tribunal denominó "violencia institucional castrense" Dentro de las principales obligaciones del Estado mexicano fue remitir los casos del fuero militar al fuero civil. La Organización del Pueblo Indígena Tlapaneco/Me’phaa y el Centro por la Justicia y el Derecho Internacional (CEJIL) junto con Tlachinollan llevaron la representación de las sobrevivientes. Actualmente Tlachinollan y CEJIL continúan acompañando y asesorando legalmente a Inés Fernández.
Otros casos emblemáticos trabajados por Tlachinollan son:

### Caso Ayotzinapa
Tlachinollan en conjunto con el Centro ProDH acompañan a  familiares de los 43 estudiantes de la Normal Rural "Raúl Isidro Burgos" de Ayotzinapa,  desaparecidos en Iguala la noche del 26 y madrugada del 27 de septiembre de 2014. Asimismo el CDHM TLachinollan acompaña a familiares de víctimas en otros casos como es la exigencia de justicia frente a la ejecución extrajudicial de los estudiantes normalistas Alexis Herrera Pino y Gabriel Echeverría ocurrida en la autopista del Sol en 2011. Tlachinollan asesoró también en el caso del asesinato de los normalistas Jonathan Morales Hernández y Filimón Tacuba Castro, proceso llevado en el nuevo sistema de justicia penal acusatorio dentro del cual en la audiencia de individualización de las sanciones y reparación del daño, jueces impusieron una pena de prisión de 60 años a cada uno de los 4 acusados de atacar una Urban de transporte público en el kilómetro 4 de la carretera Chilpancingo-Tixtla en 2016.

### Caso Bonfilio Rubio Villegas
Se refiere a la ejecución extrajudicial del indígena naua Bonfilio Rubio por militares cerca del municipio de Huamuxtitlán en 2009, su caso llegó a los ministros de la Suprema Corte de Justicia de la Nación (SCJN) quienes en 2012 aprobaron mayoritariamente la sentencia que ordena al Ejército la remisión al fuero civil del caso Bonfilio Rubio Villegas. y ha sido denunciado ante la Comisión Interamericana de Derechos Humanos.

### Caso Júba Wajiín San Miguel el Progreso
Pueblo en defensa de su territorio y sus derechos colectivos,  esta comunidad del municipio de Malinaltepec ha logrado dos amparos en contra de la minería a cielo abierto en la Montaña de Guerrero.

### Caso Arturo Campos Herrera
Arturo Campos Herrera, ex-preso político de la Coordinadora Regional de Autoridades Comunitarias Policía Comunitaria CRAC-PC detenido en 2013 al ser integrante de la CRAC-PC meses después de la detención de la entonces comandante de la Policía Comunitaria de Olinalá Nestora Salgado y más policías comunitarios de la Casa de Justicia de El Paraíso ubicada en el municipio indígena de Ayutla de los Libres, en lo que fue un año que registró asesinatos de líderes y luchadores sociales así como la criminalización del sistema de justicia de la CRAC-PC.  
Obtuvo su libertad absolutoria en diciembre de 2017.

### Caso Florencia Sánchez
Casos de violencia contra la mujer, feminicidio (Florencia, Isabel) Florencia Sánchez Joaquín, indígena me´phaa de 24 años de edad, originaria Loma Tuza, municipio de Acatepec, Guerrero, el 24 de agosto de 2014 fue víctima de feminicidio, fue agredida sexualmente de manera tumultuaria y asesinada con saña con un objeto contuso por personas de su comunidad. Juana Ramírez Marcos, indígena naua, originaria de Ayotzinapa, municipio de Tlapa, sobreviviente de violencia doméstica, acusada falsamente de lesiones a su exesposo. Elvia Méndez Castillo, indígena naua sobreviviente de violencia institucional y falta de acceso a la justicia enfrenta un proceso judicial por el delito de lesiones en agravio de su concubino. AMB, joven de 17 años víctima de violencia obstétrica.
Defensa de integrantes del Consejo de Ejidos Y Comunidades Opositoras a la presa la Parota (CECOP) en contra de la construcción de la presa hidroeléctrica La Parota por parte de CFE y recientemente acompañamiento de defensores de derechos humanos, ambientales e integrantes del CECOP y de la policía comunitaria de Cacahuatepec adheridos a la CRAC-PC luego de los hechos de violencia ocurridos el 7 de enero de 2018 en La Concepción en el Acapulco rural, donde murieron ocho personas y tres integrantes del CECOP pudieron haber sido ejecutados extrajudicialmente.
La lucha del Consejo de Comunidades Damnificadas de la Montaña por su derecho a la alimentación y a la vivienda a partir de su creación luego del paso de los meteoros Ingrid y Manuel por la Montaña de Guerrero. La represión y criminalización en contra de integrantes de la Radio Ñomndaa "La palabra del agua", radio comunitaria indígena asentada en Xochistlahuaca, Costa Chica de Guerrero.